# Committee on Foreign Investment in the United States
Committee on Foreign Investment in the United States, Komitet ds. inwestycji zagranicznych, CFIUS międzyagencyjny komitet w rządzie Stanów Zjednoczonych, który zajmuje się nadzorowaniem bezpieczeństwa USA, w kontekście kupowania amerykańskich przedsiębiorstw przez zagraniczne firmy. CFIUS jest kierowany przez Sekretarza Skarbu USA. Ma w swoim składzie przedstawicieli 12 agencji państwowych, w tym departamentów: Stanu, Obrony Narodowej, Handlu i Bezpieczeństwa Krajowego. Komitet został powołany rozporządzeniem prezydenta Geralda Forda w 1975 roku. Z kolei w 1988 r. prezydent Ronald Reagan wydał rozporządzenie delegujące do jego składu prezydenckiego obserwatora.
Firmy amerykańskie, które mają zostać nabyte przez przedsiębiorstwo zagraniczne, mogą dobrowolnie zgłosić ten fakt do weryfikacji przez CFIUS. Jednakże organ ten ma również prawo do skontrolowania transakcji, które nie zostały mu zgłoszone. Weryfikacja rozpoczyna się 30-dniowym okresem, w czasie którego komitet podejmuje decyzję o wydaniu autoryzacji dla transakcji, bądź o rozpoczęciu statutowego dochodzenia w danej sprawie. Jeśli podjęty zostanie drugi wariant, to następuje kolejny, 45-dniowy etap, podczas którego rada podejmuje decyzję o dopuszczeniu do zakupu amerykańskiej firmy, bądź o nakazaniu jego zaniechania. Zdecydowana większość transakcji, które do tej pory zostały zgłoszone komitetowi, uzyskała jego akceptację.
Wybrane transakcje CFIUS:
- Zakup w 2005 r. przez Lenovo, największego producenta w chińskiej branży komputerowej, oddziału produkującego komputery osobiste i laptopy firmy IBM
- Próba zakupienia przez chińską firmę China National Offshore Oil Corporation amerykańskiego UNOCAL w 2005 r.
- Plany nabycia przez firmę Dubai Ports World amerykańskiego P&O, operatora wielu amerykańskich portów, w tym nowojorskiego w 2006 r.
- Nabycie przez NTT Communications firmy Verio w 2000 r.
- Kupno Sequoia Voting Systems of Oakland, przez duńską firmę Smartmatic, wynajętą przez rząd Hugo Cháveza, które miało na celu zmianę wenezuelskiego systemu głosowania